# 蜂須賀正勝
蜂須賀 正勝（はちすか まさかつ）は、戦国時代から安土桃山時代にかけての武将、大名。豊臣秀吉の股肱の家臣。播磨龍野城主。徳島藩主蜂須賀家の家祖。
初名は利政。通称は小六（ころく）もしくは小六郎（ころくろう）で、特に前者は広く知られているが、のちに彦右衛門（ひこえもん）と改名している。官位は従四位下、修理大夫。

## 生涯

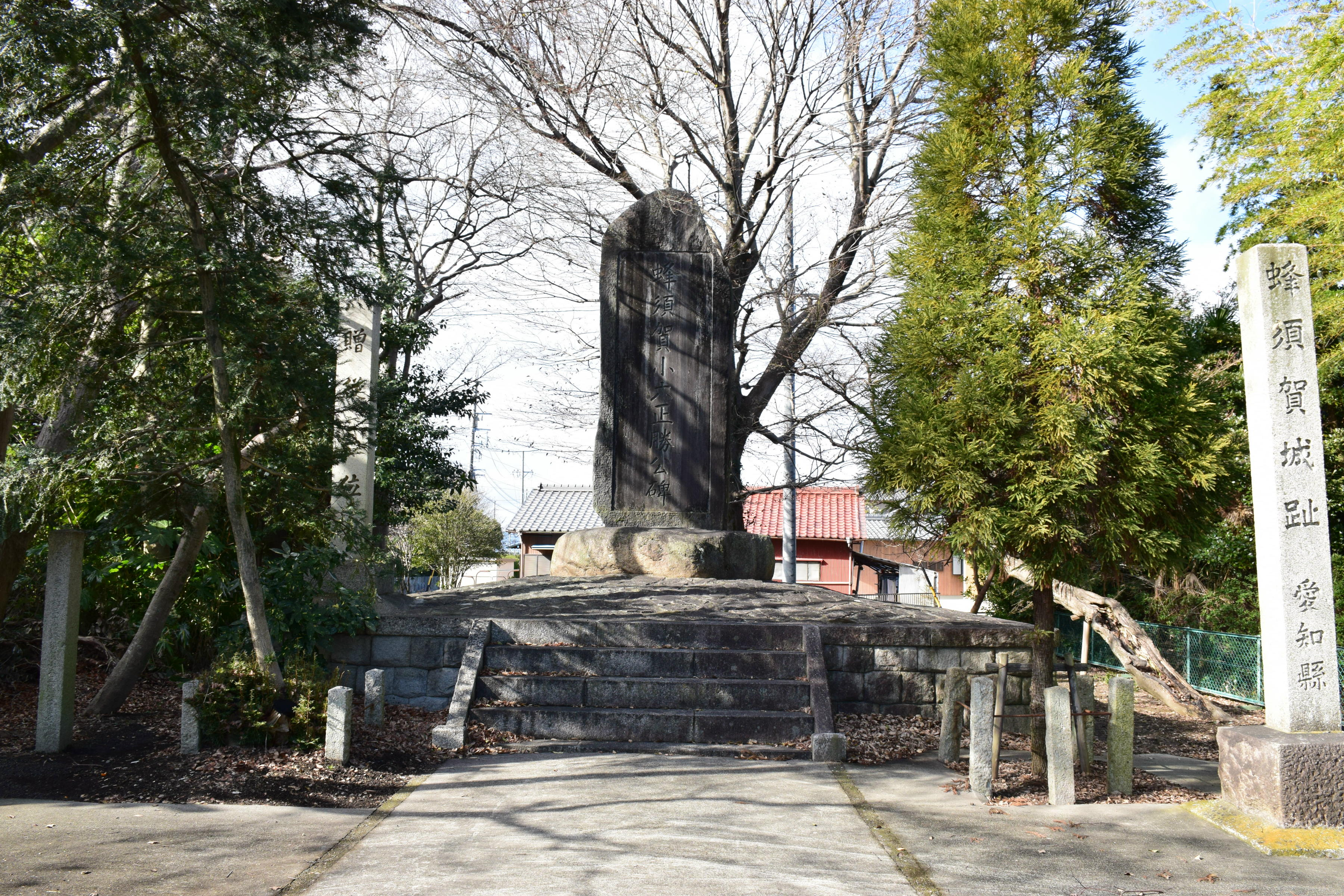
蜂須賀正勝生誕地（蜂須賀城跡）に立つ「蜂須賀正勝公碑」（愛知県あま市蜂須賀蓮華寺前）

### 出自と前歴
蜂須賀氏は尾張国海東郡蜂須賀郷を拠点とした国衆で、正勝は大永6年（1526年）、蜂須賀正利の長男として蜂須賀城に生まれた。生母は不明であるが、その生母は彼が6歳の時、享禄4年11月7日（1531年12月15日）に亡くなったという。
『武功夜話』では、川並衆という木曽川の水運業を行うことで利益を得ていた集団の1つであったとされているが、信憑性には疑問が呈されている。稲田大炊助（貞祐）、青山新七（昌起）らと土豪勢力をなしていたようであるが、詳しいことはわかっていない。しかし少なくとも父・正利の代より美濃斎藤氏に仕えていたようであり、それが理由で織田信秀方に付いた一族とは敵味方に分かれていた。
天文22年（1553年）2月25日の父の死後、正勝は郷里を出て斎藤道三に近侍した。濃尾の争いで道三にしばしば用いられ、初名の利政も道三より偏諱を受けたものらしい。弘治2年（1556年）、道三と斎藤義龍が争った長良川の戦いでは、道三側について首級を上げた。
道三死後は尾張国の岩倉城主・織田信賢に仕え、翌年、岩倉城で反乱があった際に鎮圧に貢献して賜衣を授けられた。しかし信賢は織田信長と犬山城主・織田信清の連合に攻められ、敗れて降伏。このため正勝は信清に一時的に仕えるが、信清も信長と不和となって永禄7年（1564年）に甲斐国へ亡命したので、信長に仕えるようになって、この頃、蜂須賀郷に戻った。
一説では、秀吉は織田氏に仕える以前に正勝に仕えていたとも云われ、秀吉による推薦があって（敵側だった）正勝は信長の家臣となったという話もある。(『武功夜話』を信じるならば）秀吉の父・弥右衛門は蜂須賀正利の配下であったことがあり、小和田哲男は秀吉はその縁で正勝と信長とを橋渡したのだろうと推測する。
なお、信長の側室・生駒吉乃の父である生駒家宗とは同郷であり、『織田家雑録』では、秀吉が織田氏に仕えたのは正勝と縁のあった吉乃の推薦によるとしている。他方で別書によれば、正利の室・安井御前は秀吉の義弟に当たる浅野長政とは母方の従兄弟になるので、その縁で秀吉の与力となった可能性もあるとされる。

#### 矢矧川の野盗

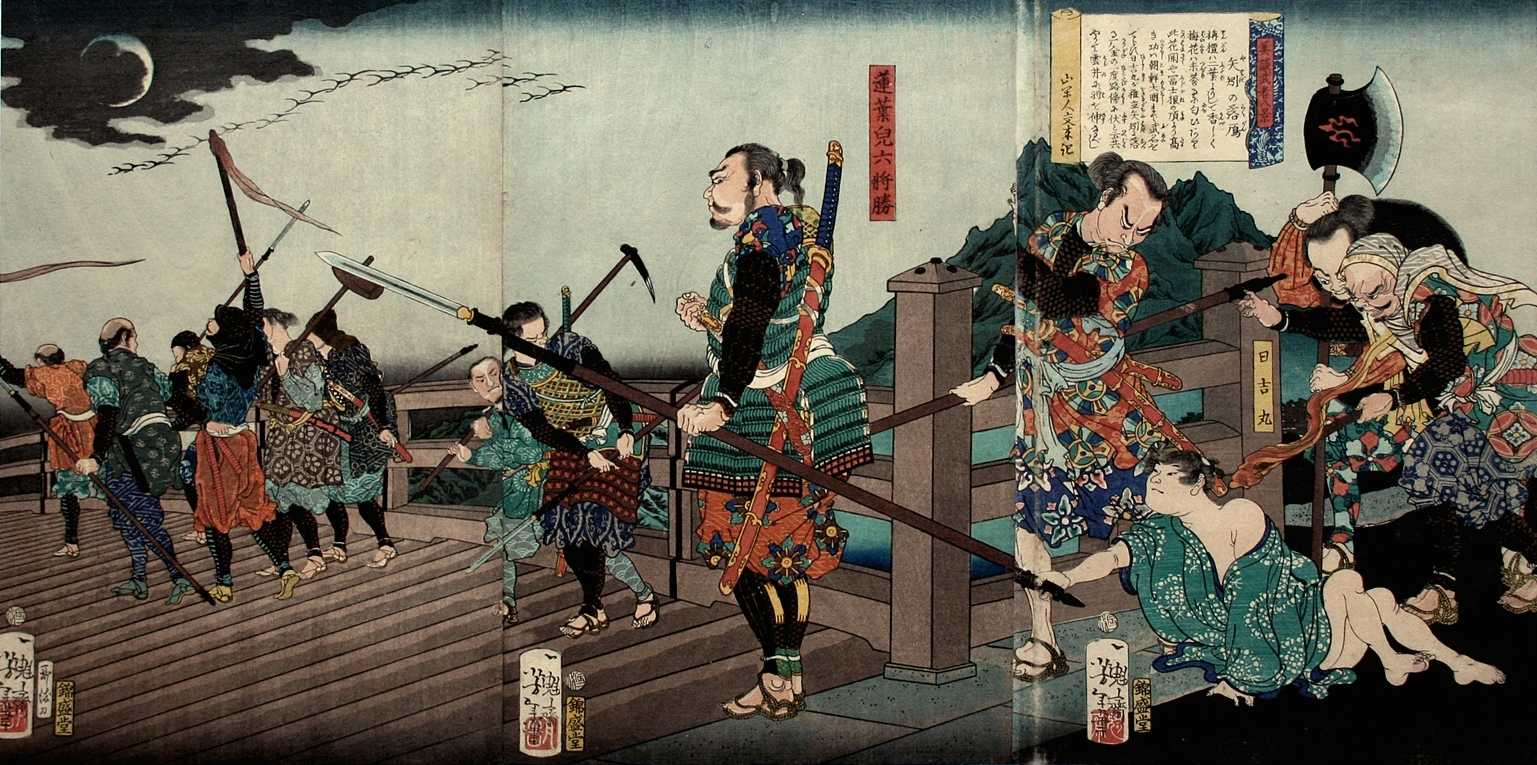
月岡芳年 『美談武者八景、矢矧の落雁』。矢矧橋における蜂須賀小六（描画上は蓮葉兒六将勝）と日吉丸（少年期の豊臣秀吉）の出会いを描いた大判浮世絵武者絵。明治元年（1868年）刊。

講談や『太閤記』『絵本太閤記』『真書太閤記』では、蜂須賀小六は野盗の親分であったとされているが、「墨俣一夜城」のために集められた夜討強盗の野武士集団の番頭の1人というのは、寛永3年（1626年）以後に刊行された小瀬甫庵の『太閤記』が秀吉の生い立ちを面白くするために作った話であり、蜂須賀家の子孫は長くその負のイメージに苦しんできた。
羽柴秀吉との出会いについても、浪人時代の秀吉と矢矧川の橋（矢作橋）で出会ったという逸話が特に有名で、浮世絵などにも描かれるなど広く信じられてきたが、渡辺世祐が侯爵蜂須賀家の依頼により『蜂須賀小六正勝』を執筆した際に、室町期のどの紀行文を見ても矢矧川には橋がなかったこと、渡し船が用いられていたこと、この逸話が虚伝であることを指摘し、その後、矢矧川に橋が架かったのは江戸時代中期の元禄年間（1688年-1704年）であり、天正年間（1573年-1593年）には渡し船で渡河していたことが立証された。
桑田忠親は「矢作橋の上で、盗賊の頭領の蜂須賀小六と出会う話は『絵本太閤記』の作り話」とし、小和田はさらに具体的に（橋での出会いは）寛政9年（1797年）に刊行され始めた同作由来の話であるとして、その著者の「武内確斎の創作」であると言っている。

### 秀吉の与力から直参衆へ
永禄9年（1566年）、美濃国において秀吉の手で果たされた墨俣城の築城に前野長康らと協力した土豪衆（稲田大炊助、青山秀昌、長江景親、梶田景儀など）の1人として、正勝は弟・又十郎と共にこれに加わった。秀吉が城の守将とされた後も与力として付けられて、斎藤方を調略する案内役として活動した。正勝はこれらの功で、信長により50余村と500貫を褒美として与えられた。
永禄11年（1568年）、近江六角攻めでも秀吉与力として箕作城の攻撃に参加。同年、信長に従って上洛した。
永禄12年（1569年）、秀吉の代官として京に留まって警備にあたり、5月に二条御所が火災に見舞われた際には速やかに鎮火したので、足利義昭は正勝に桐の紋の入った羽織を褒美として与え、家紋としての使用を許した。以後、正勝は桐紋を衣類を用いるようになったが、後年、秀吉も桐の紋（太閤桐）を用いることが許されるので、これを憚って（正勝の死後の）蜂須賀家では柏紋（抱き柏紋）に改めている。また、信長も正勝の手柄を伝え聞き、尾張春日井郡三淵郷に5,000石を褒賞として与えた。
元亀元年（1570年）、越前天筒山城・金ヶ崎城攻め、金ヶ崎の退き口で活躍。姉川の戦い、近江横山城の攻略で秀吉と従軍して功をあげた。横山城が秀吉に任せられると正勝は城代となった。
元亀2年（1571年）5月、堀秀村がいた箕浦城が浅井・一向一揆勢に攻められると、秀吉は正勝らを派遣してこれを救援させて撃退したが、その際に一番槍の手柄を上げている。また長島一向一揆との戦いにも従軍したが、この戦いでは弟・正元を失った。
天正元年（1573年）、浅井氏の滅亡後に秀吉が近江長浜城主（当初は小谷城で後に移転）となると、正勝には秀吉の直臣として長浜領内にも食邑が与えられた。『松平記』によると、翌年、信長は家中の殊勲・功臣を選抜したが、秀吉の配下では伊藤輿三左衛門尉と正勝の二人だけが選ばれた。
天正4年（1576年）の天王寺合戦に参加。秀吉勢の先鋒を務めて、「楼岸（ろうのきし）一番の槍」の手柄を挙げ、中村重友と共に一揆勢の首も多数上げて、秀吉より感状と100石の加増を与えられ、さらに信長からも褒美として定紋の軍衣を直に手渡されるという栄誉を受けた。

### 中国戦役

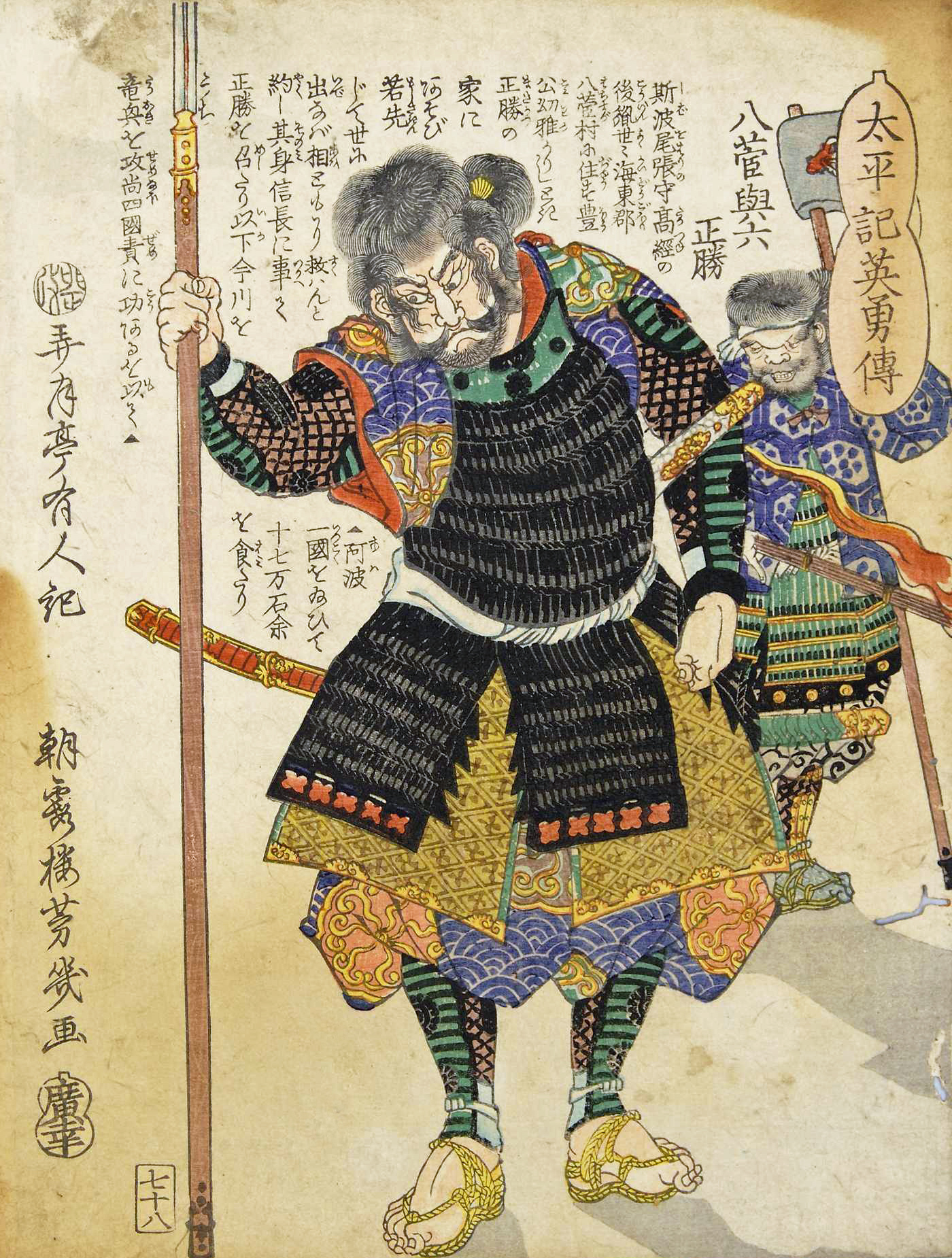
太平記英勇伝七十八：八菅與六正勝（落合芳幾作）

天正5年（1577年）から始まった中国攻めには、秀吉の譜代衆となった息子・家政と共に従軍した。天正7年（1579年）の播磨三木城攻め（三木の干殺し）では、別所長治、小早川隆景の挟撃をうけた平田城で谷衛好が敗死すると、これの反撃となった大村合戦では小早川勢を撃退して200の首級を挙げて兵糧強奪も果たし、糧米輸送を阻止した。天正8年(1580年)4月24日、広瀬城（長水城）を正勝と家政で攻略して城主・宇野重清を討ち取った（または捕らえた）。この功により、家政には月毛の名馬を、正勝には長水城が与えられて、初めて城主となった。その後、播磨を平定すると、秀吉は黒田官兵衛（孝高）の助言に従って姫路城を本拠として改修し、正勝にも播磨龍野城5万3,000石を与えた。
同年、秀吉は、正勝の娘（後の宝珠院）と黒田孝高の長男・松千代（松寿）丸（後の黒田長政）との婚約を成立させ、左右の重臣の結束を固めた。
天正9年（1581年）、因幡鳥取城攻め（鳥取の渇殺し）にも従軍し、城を包囲する寄せ手に入った。吉川経家は当初しばしば兵を出して挑発してきていたので、秀吉の命令で加藤清正と正勝で搦め手より強襲したが、これは待ち伏せに遭って撃退された。5ヶ月続いた籠城期間中、正勝は吉岡城、大崎城、鹿野城の降誘を進言してこれを降した。吉川元春が伯耆国に侵攻して、南条元続の羽衣石城と小鴨元清の岩倉城を攻めて、経家の雪辱を果たそうと馬山に背水の陣を布いた際には、秀吉は正勝と荒木重堅を派遣して羽衣石城への糧道を確保させたが、正勝は死兵と戦う不利を説き、結局、秀吉は軍を退いて決戦を回避し、両城には応戦せずに堅守に徹するように指示した。
同年11月、秀吉は信長の許可を得て淡路遠征を行った。摂津国尼崎の池田之助が岩屋城を包囲したので、由良城（由良古城）の安宅清康は、秀吉の陣の正勝と伊木忠次（当時は池田恒興家臣）とに投降を申し出て、秀吉および信長に取り次がれて許可されたので、淡路勢は降伏して諸城が開城した。正勝は名代として岩屋城を引き取ったが、この城は池田領となり、羽柴領となった洲本城は仙石秀久に与えられた。
天正10年（1582年）3月、正勝と黒田孝高は、小早川隆景の水軍の将であった乃美宗勝・元信を調略したが、失敗した。4月より備中高松城の戦い（高松の水殺し）が始まるが、この時も2人が清水宗治の陣中へ使者として訪れて降誘させようとしたが、拒否された。
しかし長期包囲・水攻めに窮した毛利勢は最終的に清水宗治、月清、難波宗忠、末近信賀の切腹と開城で和睦を図ることになって、6月3日、それ以外の城兵の助命を秀吉に取りなしてもらうための書状が正勝と杉原家次のもとに届いた。秀吉がこれを許して、翌日に4名が切腹した。ところが、この2日前に本能寺の変ですでに信長は非業の死を遂げており、通説では3日夜に秀吉はこの事実を知って情報が漏れぬように正勝に伝令の使者を監禁するように命じ、続いて各方面から来る伝令は陣中に入れずに途中で迎えて追い返させ、機密の保持を厳命したという。秀吉は正勝と孝高に安国寺恵瓊と協議させて、毛利氏と誓紙を取り交わして和睦を成立させると、5日には陣を引き払って、中国大返しが始まった。
姫路城に帰還した秀吉は、正勝に命じて、すべての金銀米穀を家臣それぞれの知行に応じて分配させた上で、山崎の合戦に臨んだ。合戦において正勝は秀吉本隊の一員として戦い、稲田植元と共に戦功を上げた。
戦後、正勝と黒田孝高は毛利氏との取次役も務めた。本能寺の変の直後に締結された毛利氏と織田氏との和睦に5カ国割譲という条件が含まれていたため、秀吉と毛利氏との関係の再構築は難航した。両名は安国寺恵瓊、林就長らと折衝を重ねて、（織田家の内紛における中断期間を含めて）約3年かけて境を確定させたが、この間、正勝は三度中国に下向して、この大任を全うした。

### 秀吉の宿老

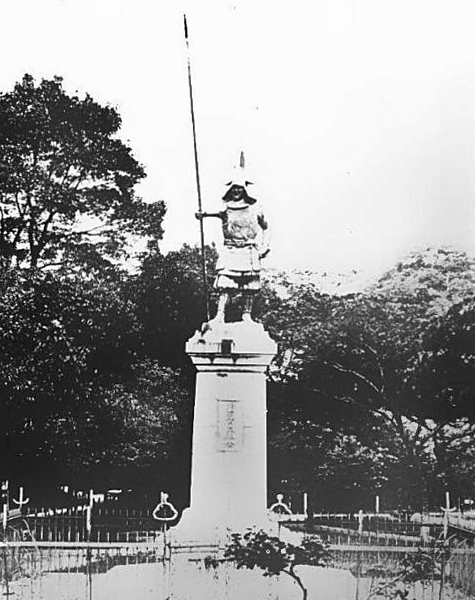
大正2年（1913年）3月29日に除幕した徳島城趾公園にあった蜂須賀正勝の銅像。太平洋戦争中の金属供出で溶かされて現存せず、現在は家政像に変わっている。

清洲会議の後、織田家宿老・柴田勝家との争いが勃発した。天正11年（1583年）3月、勝家出陣の知らせによって伊勢国の滝川一益の攻撃から長浜城に戻った秀吉の軍、13隊中の9番隊が蜂須賀隊であったが、正勝本人は前述の毛利氏との折衝があって部署を離れることが多く、与力・赤松広秀に隊を任せていた。4月の賤ヶ岳の戦いの当日は正勝も秀吉本陣に控え、直接活躍する場面はなかったが、追撃で北陸に進んで尾山城の城兵を説得して降伏させた。その後、長島城で籠城を続けていた一益のもとに派遣され、名代として彼の投降を受け入れて、滝川領の織田信雄への受け渡しを統括した。
また秀吉が本拠を大阪に定めて、同年9月に大坂城の築城を始めるとその普請にも加わった。
天正12年（1584年）、前年より病であった杉原家次はこの年の秋に死去するため、正勝が家中における筆頭格の老臣となった。正勝は大坂城のすぐ側である楼岸に新しい邸宅を与えられ、側近として毎日登城したので参勤料として丹波・河内の内に5千石の領地をあてがわれた。他方で大坂常勤となる前から所領の龍野の経営は家政が取り仕切っており、前年夏以前にはすでに家督を譲っていて、蜂須賀家当主としては隠退していた。
同年の徳川家康・織田信雄との小牧・長久手の戦いの際には、正勝・家政親子は大坂城留守居となった。戦後、秀吉は修復された桑部城に正勝を、縄生城に蒲生氏郷を守将として入れ、長島城から桑名城に移った信雄を圧迫して、講和を受け入れるように仕向けた。
天正13年（1585年）3月、秀吉が内大臣宣下を受けたのを機に、正勝も朝廷より従四位下の官位を賜り、修理大夫に叙任された。
同じ頃の紀州征伐において家政は大きな手柄を立てた。他方、太田城に籠城した太田左近（宗正）は、水攻めにされて兵糧も尽きたので島田新三郎（直正）を使いとして正勝と前野長康のもとに送り、首謀者36名の命と引き替えに一揆勢と婦女子の助命を嘆願して、秀吉に許された。自害した者達を葬り、首塚で弔ったのは正勝とされる。
次は四国征伐という段の前に、秀吉は前田玄以を遣わして戦勝の暁には正勝に阿波一国を与えるとの内意を示したが、すでに齢六十にして隠居の身であり、大坂にあって秀吉の側近として仕えることを望んでこれを辞退し、代わりに所領は子の家政に与えられることを希望した。
5月、四国攻めでは、正勝は目付として出征した。家政・黒田孝高ら播磨勢は、宇喜多秀家を将とする備前勢と合流して讃岐屋島に渡り、讃岐を制圧。次いで阿波国に進んで木津城を攻囲し、正勝が東条紀伊守を説得して城主・東条関之兵衛を降伏させた。さらに総大将・羽柴秀長と共に一宮城を包囲した。小早川隆景・吉川元長らと連絡を付けるために正勝が伊予国に行っていた7月に、秀長は守将・谷忠澄に白地城に赴いて長宗我部元親を説得するように勧め、それによって和議（降伏）が成立した。
論功行賞によって、阿波一国（17万3千石）は家政に与えられ、阿波の内の1万石は赤松則房に与えられた。龍野城は福島正則へ与えられた。11月頃、家政は蜂須賀氏の郎党家臣をつれて阿波に入国し、秀吉の指示により渭山城を破却して徳島城を築城した。

### 死去と墓所

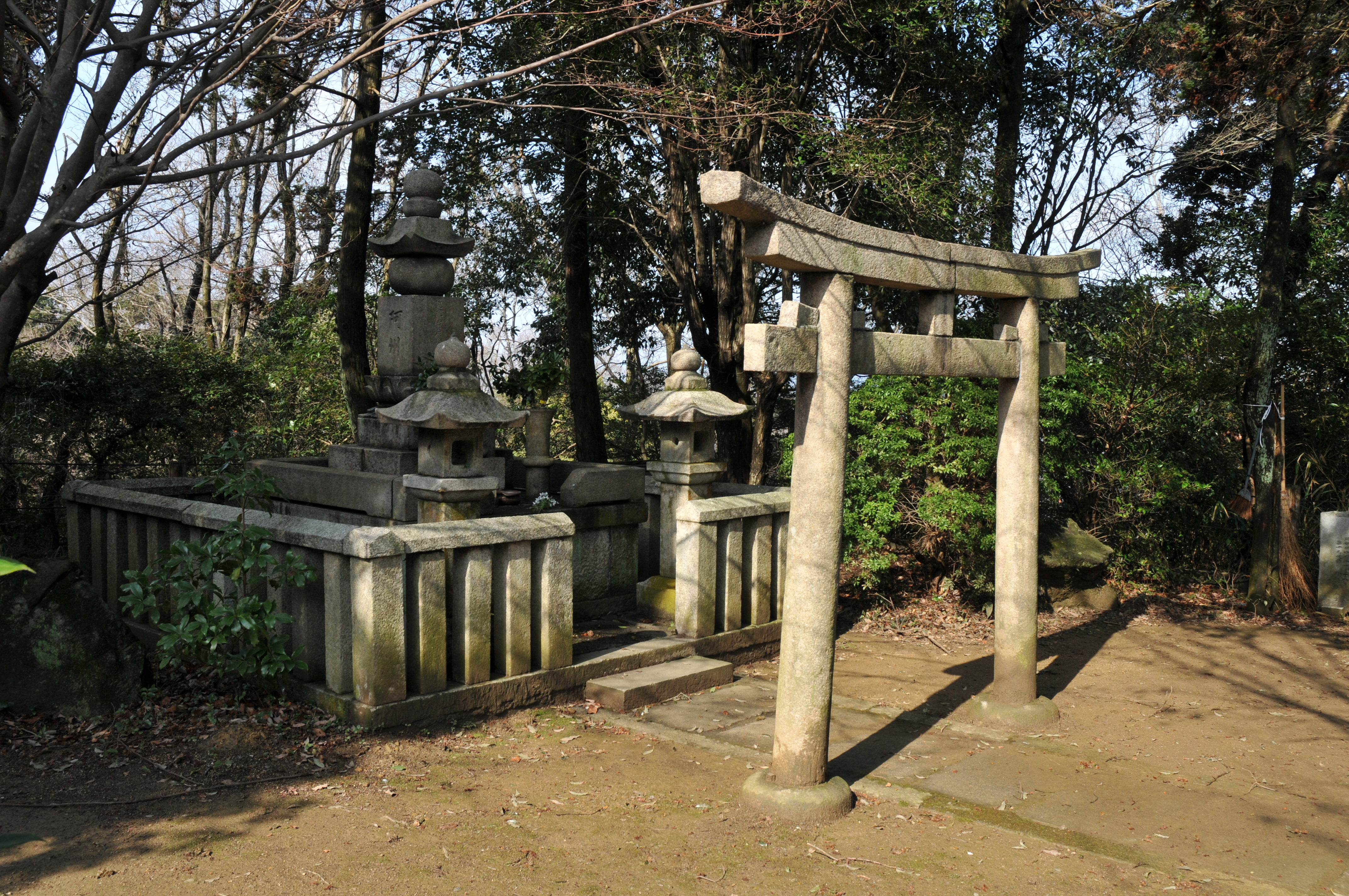
万年山墓所の蜂須賀正勝の墓（徳島県徳島市眉山町）

天正14年（1586年）になると、正勝は病に臥せるようになり、京都で養生していた。一旦、快復して大坂に帰るが、ほどなく、5月22日（7月8日）、楼岸の邸宅で死去した。享年61。法名は福聚院殿前匠作四品良巌浄張大居士。
遺言によって、隠居領として与えられていた5,000石を豊臣家に返還したので、秀吉は正室（大匠院）のために河内日置に1,000石を与えた。家政によって亡骸は楼岸の龍雲山安住寺に葬られた。
安住寺は元々は美濃国厚見郡鏡島の古刹で、兵乱で荒廃していたために、正勝が大坂の同地に移し、出家した石川伊勢守を開山として再興したものである。同寺は慶長19年（1614年）の大坂冬の陣の際に焼失し、戦後の大坂城の拡張工事のために同じ場所には再建できなかったので、家政によって四天王寺の脇に移動されて、これが国恩寺となり、正勝の墓も改葬された。しかし国恩寺も明治になって廃寺となり、墓地は天瑞寺の管理となった。これも蜂須賀家と所縁の深い寺で、徳島藩2代藩主・蜂須賀忠英の側室・天瑞院の菩提寺である。正勝の墳墓は、大正14年（1925年）に徳島県有志によって修復された。さらに戦後の昭和46年（1971年）に徳島県徳島市眉山町の万年山に移されて改葬された。
家政は阿波徳島にも江岸山福聚寺を築かせたが、これは後に改号して大雄山興源寺となった。このため正勝の墓所は現在は徳島県徳島市の万年山にあり、位牌所が下助任町の興源寺とされている。このほか家政は那賀郡大原村に吉陽山桂国寺を建て、寺領20石を与えて正勝の菩提を弔わせた。また、高野山の奥の院にも阿波徳島蜂須賀家墓所があり、歴代藩主の墓がある。出身地である愛知県あま市蜂須賀の池鈴山蓮華寺にも家政との合同墓碑が後年造られている。

## 系譜
- 父：蜂須賀正利
- 母：某氏[注釈 7]（大橋定広の娘または安井重幸の娘・安井御前）
- 兄弟姉妹
  - 又十郎
  - 正信[注釈 8]
  - 墨[3]（織田喜七郎室）
  - 正元
  - 女（梶浦雅範室）
- 正室：大匠院（益田持正または三輪吉高の娘）
  - 長女：奈良[4]（中山直親正室・賀島長昌正室）
  - 長男：蜂須賀家政（徳島藩祖）
- 側室：白雲院（鳥井越中守の娘）
  - 次女：糸[5]（黒田長政正室）
- 養子：東岳俊禅[注釈 11]（別名は蜂須賀長存）

- その他の子孫
  - タレントの釈由美子は、釈姓に改めた正勝の子孫を自称[36]。

## 栄典
- 昭和3年（1928年）11月10日 - 贈従三位[2]

## 登場作品
小説
- 『蜂須賀小六』（戸部新十郎）
- 『樓岸夢一定　蜂須賀小六』（佐藤雅美）
- 『蜂須賀小六　秀吉の天下取りを支えた男』（浜野卓也）
- 『蜂須賀小六正勝』（星亮一）
- 『蜂須賀小六　野盗にあらず』（大栗丹後）
- 『卍曼陀羅』（倉橋寛）

漫画
- 『織田信長と秀吉・小六』（旧題：『戦国猿回し』/ 原作：やまさき十三、久保田千太郎 / 作画：園田光慶）

テレビドラマ
- 『太閤記』（1965年、NHK大河ドラマ、演：山茶花究)
- 『国盗り物語』（1973年、NHK大河ドラマ、演：山田吾一）
- 『新書太閤記』（1973年、NET、演：ハナ肇)
- 『おんな太閤記』（1981年、NHK大河ドラマ、演：前田吟)
- 『徳川家康』（1983年、NHK大河ドラマ、演：中井啓輔）
- 『秀吉』（1996年、NHK大河ドラマ、演：大仁田厚）
- 『功名が辻』（2006年、NHK大河ドラマ、演：高山善廣）
- 『軍師官兵衛』（2014年、NHK大河ドラマ、演：ピエール瀧）

映画
- 『首』（2023年、東宝・KADOKAWA、演：仁科貴）